# Blast Paris Major 2023
O BLAST Paris Major 2023, também conhecido como BLAST Major 2023 ou Paris 2023, foi o décimo nono Campeonato Major de Counter-Strike: Global Offensive. Foi realizado em Paris, França, na Accor Arena, de 8 a 21 de maio de 2023. Vinte e quatro equipes se classificaram por meio de classificações regionais e apresentará um prêmio total de US$ 1.250.000. Esse foi o primeiro Campeonato Major organizado pela Blast.
O evento foi o último Campeonato Major de Counter-Strike: Global Offensive, com o jogo a ser sucedido pelo Counter-Strike 2, e o primeiro torneio Major desse jogo a ser realizado em março de 2024 em Copenhague.
Team Vitality venceu o campeonato depois de derrotar a GamerLegion na final por um placar de 2 a 0.

## Formato
Fonte: 
Fase dos Desafiadores (Challengers Stage)
- Data: 8 – 11 de maio
- Dezesseis equipes em uma tabela de sistema suíço, oito avançam para a Fase das Lendas
- Eliminações e qualificações são em melhor de três, todas as outras partidas são em melhor de um

Fase das Lendas (Legends Stage)
- Data: 13 – 16 de maio
- Dezesseis equipes em uma tabela de sistema suíço, oito avançam para a Fase dos Campeões
- Eliminações e qualificações são em melhor de três, todas as outras partidas são em melhor de um

Fase dos Campeões (Champions Stage)
- Data: 18 – 21 de maio
- Oito equipes em uma chave de eliminação simples colocadas de acordo com sua posição na fase anterior
- Todas as partidas em melhor de três

### Mapas
- Mirage
- Inferno
- Nuke
- Ancient
- Overpass
- Vertigo
- Anubis

## Equipes
As equipes qualificadas para o Major tiveram seus seeds de acordo com o seu desempenho nos Regional Major Rankings (RMRs)
Nomenclaturas dos "Seeds"
1. "Lendas"
2. "Desafiadores"
3. "Contendores"

| Região                                | Acr                                   | Método de Qualificação                | Equipe                                | Seed                                  |
| Qualificado para a Fase de Eliminação | Qualificado para a Fase de Eliminação | Qualificado para a Fase de Eliminação | Qualificado para a Fase de Eliminação | Qualificado para a Fase de Eliminação |
| ------------------------------------- | ------------------------------------- | ------------------------------------- | ------------------------------------- | ------------------------------------- |
| Europa                                | EU                                    | 1º colocado do RMR Europa A           | Natus Vincere                         | 1                                     |
| Europa                                | EU                                    | 1º colocado do RMR Europa B           | 9INE                                  | 1                                     |
| Américas                              | NA                                    | 1º colocado do RMR Américas           | FURIA Esports                         | 1                                     |
| Europa                                | EU                                    | 2º colocado do RMR Europa A           | Fnatic                                | 1                                     |
| Europa                                | EU                                    | 2º colocado do RMR Europa B           | Heroic                                | 1                                     |
| Europa                                | EU                                    | 3º colocado do RMR Europa A           | Into The Breach                       | 1                                     |
| Europa                                | EU                                    | 3º colocado do RMR Europa B           | Team Vitality                         | 1                                     |
| Europa                                | EU                                    | 4º colocado do RMR Europa A           | Bad News Eagles                       | 1                                     |
| Qualificado para a Fase de Abertura   |                                       |                                       |                                       |                                       |
| Europa                                | EU                                    | 4º colocado do RMR Europa B           | Monte                                 | 2                                     |
| Europa                                | EU                                    | 5º colocado do RMR Europa B           | G2 Esports                            | 2                                     |
| Europa                                | EU                                    | 5º colocado do RMR Europa A           | GamerLegion                           | 2                                     |
| Europa                                | EU                                    | 6º colocado do RMR Europa B           | FORZE Esports                         | 2                                     |
| Europa                                | EU                                    | 66º colocado do RMR Europa A          | Apeks                                 | 2                                     |
| Europa                                | EU                                    | 7º colocado do RMR Europa B           | Ninjas in Pyjamas                     | 2                                     |
| Europa                                | EU                                    | 7º colocado do RMR Europa A           | OG                                    | 2                                     |
| Américas                              | NA                                    | 2º colocado do RMR Américas           | paiN Gaming                           | 2                                     |
| Europa                                | EU                                    | 8º colocado do RMR Europa B           | ENCE                                  | 3                                     |
| Europa                                | EU                                    | 8º colocado do RMR Europa B           | MOUZ                                  | 3                                     |
| Europa                                | EU                                    | Repescagem Europeia                   | FaZe Clan                             | 3                                     |
| Américas                              | NA                                    | 3º colocado do RMR Américas           | Team Liquid                           | 3                                     |
| Américas                              | NA                                    | 4º colocado do RMR Américas           | Complexity Gaming                     | 3                                     |
| Américas                              | SA                                    | 5º colocado do RMR Américas           | Fluxo                                 | 3                                     |
| Ásia-Pacífico                         | APAC                                  | 1º colocado do RMR Ásia-Pacífico      | Grayhound Gaming                      | 3                                     |
| Ásia-Pacífico                         | APAC                                  | 2º colocado do RMR Ásia-Pacífico      | The MongolZ                           | 3                                     |

## Fase dos Desafiadores
A colocação dos times é definida pela quantidade de vitórias. Para o critério de desempate, é priorizado a equipe que ter menos derrotas, seguido pela maior pontuação no sistema Buchholz e por fim, a maior diferença de rodadas.
| Pos. | Equipe            | V | D | RV  | RD  | DR  | BH  | Qualificação                       |
| ---- | ----------------- | - | - | --- | --- | --- | --- | ---------------------------------- |
| 1    | Ence              | 3 | 0 | 76  | 52  | +24 | 2   | Qualificado para a Fase das Lendas |
| 2    | G2 Esports        | 3 | 0 | 64  | 34  | +30 | -2  | Qualificado para a Fase das Lendas |
| 3    | Apeks             | 3 | 1 | 91  | 80  | +11 | 2   | Qualificado para a Fase das Lendas |
| 4    | FaZe Clan         | 3 | 1 | 101 | 93  | +8  | 2   | Qualificado para a Fase das Lendas |
| 5    | Ninjas in Pyjamas | 3 | 1 | 76  | 65  | +11 | -3  | Qualificado para a Fase das Lendas |
| 6    | Monte             | 3 | 2 | 110 | 92  | +18 | -5  | Qualificado para a Fase das Lendas |
| 7    | Team Liquid       | 3 | 2 | 133 | 107 | +26 | -5  | Qualificado para a Fase das Lendas |
| 8    | GamerLegion       | 3 | 2 | 126 | 110 | +16 | -10 | Qualificado para a Fase das Lendas |
| 9    | Forze             | 2 | 3 | 94  | 100 | -6  | 4   | Eliminado                          |
| 10   | Grayhound Gaming  | 2 | 3 | 73  | 104 | -31 | 2   | Eliminado                          |
| 11   | PaiN Gaming       | 2 | 3 | 107 | 109 | -2  | 0   | Eliminado                          |
| 12   | Complexity Gaming | 1 | 3 | 43  | 75  | -32 | 4   | Eliminado                          |
| 13   | The MongolZ       | 1 | 3 | 62  | 75  | -13 | 4   | Eliminado                          |
| 14   | OG                | 1 | 3 | 75  | 86  | -11 | 3   | Eliminado                          |
| 15   | Mouz              | 0 | 3 | 37  | 64  | -27 | 1   | Eliminado                          |
| 16   | Fluxo             | 0 | 3 | 53  | 75  | -22 | 1   | Eliminado                          |

| Partidas da 1ª rodada | Partidas da 1ª rodada | Partidas da 1ª rodada | Partidas da 1ª rodada | Partidas da 1ª rodada |
| Equipe                | Pontuação             | Mapa                  | Pontuação             | Equipe                |
| --------------------- | --------------------- | --------------------- | --------------------- | --------------------- |
| Monte                 | 14                    | Ancient               | 16                    | FaZe Clan             |
| PaiN Gaming           | 16                    | Mirage                | 2                     | Fluxo                 |
| G2 Esports            | 16                    | Inferno               | 11                    | The MongolZ           |
| GamerLegion           | 11                    | Inferno               | 16                    | Complexity Gaming     |
| Forze                 | 14                    | Mirage                | 16                    | Grayhound Gaming      |
| Apeks                 | 16                    | Ancient               | 12                    | Team Liquid           |
| Ninjas in Pyjamas     | 16                    | Mirage                | 9                     | Mouz                  |
| OG                    | 6                     | Anubis                | 16                    | Ence                  |

| Partidas da 2ª rodada | Partidas da 2ª rodada | Partidas da 2ª rodada | Partidas da 2ª rodada | Partidas da 2ª rodada |
| Equipe                | Pontuação             | Mapa                  | Pontuação             | Equipe                |
| Divisão superior      | Divisão superior      | Divisão superior      | Divisão superior      | Divisão superior      |
| --------------------- | --------------------- | --------------------- | --------------------- | --------------------- |
| PaiN Gaming           | 12                    | Nuke                  | 16                    | FaZe Clan             |
| G2 Esports            | 16                    | Inferno               | 9                     | Complexity Gaming     |
| Apeks                 | 16                    | Mirage                | 0                     | Grayhound Gaming      |
| Ninjas in Pyjamas     | 9                     | Vertigo               | 16                    | Ence                  |
| Divisão inferior      |                       |                       |                       |                       |
| Monte                 | 16                    | Overpass              | 8                     | Fluxo                 |
| GamerLegion           | 11                    | Inferno               | 16                    | The MongolZ           |
| Forze                 | 16                    | Nuke                  | 14                    | Team Liquid           |
| OG                    | 16                    | Ancient               | 11                    | Mouz                  |

| Partidas da 3ª rodada | Partidas da 3ª rodada | Partidas da 3ª rodada | Partidas da 3ª rodada | Partidas da 3ª rodada |
| Equipe                | Pontuação             | Mapa                  | Pontuação             | Equipe                |
| Divisão superior      | Divisão superior      | Divisão superior      | Divisão superior      | Divisão superior      |
| --------------------- | --------------------- | --------------------- | --------------------- | --------------------- |
| G2 Esports            | 2                     | Melhor de três        | 0                     | Apeks                 |
| Ence                  | 2                     | Melhor de três        | 1                     | FaZe Clan             |
| Divisão meio          |                       |                       |                       |                       |
| PaiN Gaming           | 16                    | Nuke                  | 14                    | Complexity Gaming     |
| Grayhound Gaming      | 16                    | Nuke                  | 10                    | TheMongolZ            |
| Ninjas in Pyjamas     | 19                    | Mirage                | 17                    | OG                    |
| Monte                 | 6                     | Ancient               | 16                    | Forze                 |
| Divisão inferior      |                       |                       |                       |                       |
| GamerLegion           | 2                     | Melhor de três        | 0                     | Mouz                  |
| Team Liquid           | 2                     | Melhor de três        | 1                     | Fluxo                 |

| Partidas da 4ª rodada | Partidas da 4ª rodada | Partidas da 4ª rodada | Partidas da 4ª rodada | Partidas da 4ª rodada |
| Equipe                | Pontuação             | Mapa                  | Pontuação             | Equipe                |
| Divisão superior      | Divisão superior      | Divisão superior      | Divisão superior      | Divisão superior      |
| --------------------- | --------------------- | --------------------- | --------------------- | --------------------- |
| FaZe Clan             | 2                     | Melhor de três        | 0                     | Forze                 |
| Apeks                 | 2                     | Melhor de três        | 1                     | PaiN Gaming           |
| Grayhound Gaming      | 0                     | Melhor de três        | 2                     | Ninjas in Pyjamas     |
| Divisão inferior      |                       |                       |                       |                       |
| The MongolZ           | 0                     | Melhor de três        | 2                     | Monte                 |
| OG                    | 1                     | Melhor de três        | 2                     | GamerLegion           |
| Complexity Gaming     | 0                     | Melhor de três        | 2                     | Team Liquid           |

| Partidas da 5ª rodada | Partidas da 5ª rodada | Partidas da 5ª rodada | Partidas da 5ª rodada | Partidas da 5ª rodada |
| Equipe                | Pontuação             | Mapa                  | Pontuação             | Equipe                |
| --------------------- | --------------------- | --------------------- | --------------------- | --------------------- |
| Forze                 | 0                     | Melhor de três        | 2                     | GamerLegion           |
| PaiN Gaming           | 1                     | Melhor de três        | 2                     | Monte                 |
| Grayhound Gaming      | 0                     | Melhor de três        | 2                     | Team Liquid           |

## Fase das Lendas
A colocação dos times é definida pela quantidade de vitórias. Para o critério de desempate, é priorizado a equipe que ter menos derrotas, seguido pela maior pontuação no sistema Buchholz e por fim, a maior diferença de rodadas.
| Pos. | Equipe            | V | D | RV  | RD  | DR  | BH | Qualificação                         |
| ---- | ----------------- | - | - | --- | --- | --- | -- | ------------------------------------ |
| 1    | Heroic            | 3 | 0 | 75  | 56  | +19 | 4  | Qualificado para a Fase dos Campeões |
| 2    | Team Vitality     | 3 | 0 | 64  | 49  | +15 | -2 | Qualificado para a Fase dos Campeões |
| 3    | Team Liquid       | 3 | 1 | 106 | 86  | +20 | 0  | Qualificado para a Fase dos Campeões |
| 4    | Monte             | 3 | 1 | 90  | 70  | +20 | -2 | Qualificado para a Fase dos Campeões |
| 5    | GamerLegion       | 3 | 1 | 74  | 55  | +19 | -4 | Qualificado para a Fase dos Campeões |
| 6    | Apeks             | 3 | 2 | 95  | 97  | -2  | 3  | Qualificado para a Fase dos Campeões |
| 7    | Into The Breach   | 3 | 2 | 112 | 98  | +14 | 1  | Qualificado para a Fase dos Campeões |
| 8    | FaZe Clan         | 3 | 2 | 140 | 137 | +3  | -2 | Qualificado para a Fase dos Campeões |
| 9    | Natus Vincere     | 2 | 3 | 94  | 118 | -24 | 6  | Eliminado                            |
| 10   | Fnatic            | 2 | 3 | 120 | 133 | -13 | -6 | Eliminado                            |
| 11   | Ninjas in Pyjamas | 2 | 3 | 101 | 95  | +6  | 2  | Eliminado                            |
| 12   | Ence              | 1 | 3 | 53  | 73  | -20 | 1  | Eliminado                            |
| 13   | Bad News Eagles   | 1 | 3 | 78  | 83  | -5  | -2 | Eliminado                            |
| 14   | G2 Esports        | 1 | 3 | 101 | 95  | +6  | -3 | Eliminado                            |
| 15   | 9ine              | 0 | 3 | 40  | 64  | -24 | 5  | Eliminado                            |
| 16   | Furia Esports     | 0 | 3 | 30  | 64  | -34 | -1 | Eliminado                            |

| Partidas da 1ª rodada | Partidas da 1ª rodada | Partidas da 1ª rodada | Partidas da 1ª rodada | Partidas da 1ª rodada |
| Equipe                | Pontuação             | Mapa                  | Pontuação             | Equipe                |
| --------------------- | --------------------- | --------------------- | --------------------- | --------------------- |
| Natus Vincere         | 16                    | Mirage                | 10                    | GamerLegion           |
| 9ine                  | 9                     | Overpass              | 16                    | Team Liquid           |
| Furia Esports         | 7                     | Ancient               | 16                    | Monte                 |
| Fnatic                | 16                    | Nuke                  | 11                    | Ninjas in Pyjamas     |
| Heroic                | 16                    | Inferno               | 7                     | FaZe Clan             |
| Into The Breach       | 10                    | Mirage                | 16                    | Apeks                 |
| Team Vitality         | 16                    | Nuke                  | 13                    | G2 Esports            |
| Bad News Eagles       | 9                     | Vertigo               | 16                    | Ence                  |

| Partidas da 2ª rodada | Partidas da 2ª rodada | Partidas da 2ª rodada | Partidas da 2ª rodada | Partidas da 2ª rodada |
| Equipe                | Pontuação             | Mapa                  | Pontuação             | Equipe                |
| Divisão superior      | Divisão superior      | Divisão superior      | Divisão superior      | Divisão superior      |
| --------------------- | --------------------- | --------------------- | --------------------- | --------------------- |
| Team Liquid           | 16                    | Inferno               | 8                     | Natus Vincere         |
| Fnatic                | 17                    | Vertigo               | 19                    | Monte                 |
| Team Vitality         | 16                    | Vertigo               | 13                    | Ence                  |
| Heroic                | 16                    | Mirage                | 10                    | Apeks                 |
| Divisão inferior      |                       |                       |                       |                       |
| 9ine                  | 13                    | Mirage                | 16                    | GamerLegion           |
| Furia Esports         | 8                     | Nuke                  | 16                    | Ninjas in Pyjamas     |
| FaZe Clan             | 12                    | Inferno               | 16                    | Into The Breach       |
| Bad News Eagles       | 16                    | Ancient               | 13                    | G2 Esports            |

| Partidas da 3ª rodada | Partidas da 3ª rodada | Partidas da 3ª rodada | Partidas da 3ª rodada | Partidas da 3ª rodada |
| Equipe                | Pontuação             | Mapa                  | Pontuação             | Equipe                |
| Divisão superior      | Divisão superior      | Divisão superior      | Divisão superior      | Divisão superior      |
| --------------------- | --------------------- | --------------------- | --------------------- | --------------------- |
| Heroic                | 2                     | Melhor de três        | 1                     | Team Liquid           |
| Team Vitality         | 2                     | Melhor de três        | 0                     | Monte                 |
| Divisão meio          |                       |                       |                       |                       |
| Natus Vincere         | 16                    | Overpass              | 9                     | Ninjas in Pyjamas     |
| Fnatic                | 11                    | Overpass              | 16                    | GamerLegion           |
| Ence                  | 7                     | Vertigo               | 16                    | Into The Breach       |
| Apeks                 | 16                    | Ancient               | 6                     | Bad News Eagles       |
| Divisão inferior      |                       |                       |                       |                       |
| 9ine                  | 0                     | Melhor de três        | 2                     | FaZe Clan             |
| Furia Esports         | 0                     | Melhor de três        | 2                     | G2 Esports            |

| Partidas da 4ª rodada | Partidas da 4ª rodada | Partidas da 4ª rodada | Partidas da 4ª rodada | Partidas da 4ª rodada |
| Equipe                | Pontuação             | Mapa                  | Pontuação             | Equipe                |
| Divisão superior      | Divisão superior      | Divisão superior      | Divisão superior      | Divisão superior      |
| --------------------- | --------------------- | --------------------- | --------------------- | --------------------- |
| Natus Vincere         | 0                     | Melhor de três        | 2                     | Monte                 |
| Team Liquid           | 2                     | Melhor de três        | 0                     | Into The Breach       |
| Apeks                 | 0                     | Melhor de três        | 2                     | GamerLegion           |
| Divisão inferior      |                       |                       |                       |                       |
| Ence                  | 0                     | Melhor de três        | 2                     | Ninjas in Pyjamas     |
| FaZe Clan             | 2                     | Melhor de três        | 1                     | Bad News Eagles       |
| Fnatic                | 2                     | Melhor de três        | 1                     | G2 Esports            |

| Partidas da 5ª rodada | Partidas da 5ª rodada | Partidas da 5ª rodada | Partidas da 5ª rodada | Partidas da 5ª rodada |
| Equipe                | Pontuação             | Mapa                  | Pontuação             | Equipe                |
| --------------------- | --------------------- | --------------------- | --------------------- | --------------------- |
| Natus Vincere         | 1                     | Melhor de três        | 2                     | FaZe Clan             |
| Fnatic                | 1                     | Melhor de três        | 2                     | Into The Breach       |
| Apeks                 | 2                     | Melhor de três        | 0                     | Ninjas in Pyjamas     |

## Fase dos Campeões
Com oito equipes restantes, a fase final do Major é uma chave de eliminação única, com todas as partidas jogadas em mapas à melhor de três.

### Esquema
Fonte: 
|  | Quartas de final | Quartas de final | Quartas de final | Quartas de final | Quartas de final | Quartas de final |   |               | Semifinais | Semifinais | Semifinais | Semifinais | Semifinais | Semifinais |  |  | Final       | Final       | Final | Final | Final | Final |
|  |                  |                  |                  |                  |                  |                  |   |               |            |            |            |            |            |            |  |  |             |             |       |       |       |       |
|  | 1                | Heroic           | 16               | 12               | 16               | 2                |   |               |            |            |            |            |            |            |  |  |             |             |       |       |       |       |
|  | 8                | FaZe Clan        | 14               | 16               | 6                | 1                |   |               |            |            |            |            |            |            |  |  |             |             |       |       |       |       |
|  | 8                | FaZe Clan        | 14               | 16               | 6                | 1                |   | Heroic        | Heroic     | 16         | 14         | 6          | 1          |            |  |  |             |             |       |       |       |       |
|  |                  |                  |                  |                  |                  |                  |   | Heroic        | Heroic     | 16         | 14         | 6          | 1          |            |  |  |             |             |       |       |       |       |
|  |                  | GamerLegion      | GamerLegion      | 13               | 16               | 16               | 2 |               |            |            |            |            |            |            |  |  |             |             |       |       |       |       |
|  | 4                | GamerLegion      | GamerLegion      | 13               | 16               | 16               | 2 | Monte         | 10         | 3          | –          | 0          |            |            |  |  |             |             |       |       |       |       |
|  | 4                |                  |                  |                  |                  |                  |   | Monte         | 10         | 3          | –          | 0          |            |            |  |  |             |             |       |       |       |       |
|  | 5                | GamerLegion      | 16               | 16               | –                | 2                |   |               |            |            |            |            |            |            |  |  |             |             |       |       |       |       |
|  |                  |                  |                  |                  |                  |                  |   |               |            |            |            |            |            |            |  |  | GamerLegion | GamerLegion | 6     | 13    | –     | 0     |
|  |                  |                  | Team Vitality    | Team Vitality    | 16               | 16               | – | 2             |            |            |            |            |            |            |  |  |             |             |       |       |       |       |
|  | 3                | Team Liquid      | 10               | 11               | –                | 0                |   |               |            |            |            |            |            |            |  |  |             |             |       |       |       |       |
|  | 6                | Apeks            | 16               | 16               | –                | 2                |   |               |            |            |            |            |            |            |  |  |             |             |       |       |       |       |
|  | 6                | Apeks            | 16               | 16               | –                | 2                |   | Apeks         | Apeks      | 14         | 12         | –          | 0          |            |  |  |             |             |       |       |       |       |
|  |                  |                  |                  |                  |                  |                  |   | Apeks         | Apeks      | 14         | 12         | –          | 0          |            |  |  |             |             |       |       |       |       |
|  |                  | Team Vitality    | Team Vitality    | 16               | 16               | –                | 2 |               |            |            |            |            |            |            |  |  |             |             |       |       |       |       |
|  | 2                | Team Vitality    | Team Vitality    | 16               | 16               | –                | 2 | Team Vitality | 16         | 16         | –          | 2          |            |            |  |  |             |             |       |       |       |       |
|  | 2                |                  |                  |                  |                  |                  |   | Team Vitality | 16         | 16         | –          | 2          |            |            |  |  |             |             |       |       |       |       |
|  | 7                | Into The Breach  | 11               | 12               | –                | 0                |   |               |            |            |            |            |            |            |  |  |             |             |       |       |       |       |